# Marta Kos
Marta Kos (ur. 28 czerwca 1965) – słoweńska dziennikarka, przedsiębiorca, dyplomatka i polityczka, ambasador w Niemczech i Szwajcarii, od 2024 członkini Komisji Europejskiej.

## Życiorys
W młodości z sukcesami trenowała pływanie, będąc mistrzynią Jugosławii oraz Słowenii. Absolwentka Uniwersytetu Lublańskiego, na którym studiowała socjologię, nauki polityczne i dziennikarstwo. Pracowała jako dziennikarka redakcji sportowej RTV Slovenija, korespondentka Deutsche Welle i korespondentka słoweńskiej telewizji w Niemczech. Kierowała biurem informacyjnym rządu, pełniła funkcję jego rzecznika prasowego. Związana również z sektorem prywatnym, zajmowała się szkoleniami biznesowymi w zakresie sprzedaży, zarządzania i komunikacji. Przez kilka lat pełniła też funkcję wiceprezesa Słoweńskiej Izby Handlowej.
W 2013 została powołana na ambasadora Słowenii w Niemczech. W 2016 magazyn „Diplomatisches Magazin” wyróżnił ją tytułem „ambasadora roku”. W 2017 przeszła na stanowisko ambasadora Słowenii w Szwajcarii. Pełniła tę funkcję do 2020, powracając do prowadzenia działalności gospodarczej. W 2022 została wiceprzewodniczącą ugrupowania Ruch Wolności. W tym samym roku oficjalnie ogłosiła swój start w wyborach prezydenckich w 2022, ostatecznie jednak zrezygnowała z kandydowania.
W 2024 dołączyła do nowej Komisji Europejskiej kierowanej przez Ursulę von der Leyen (z kadencją od 1 grudnia tego samego roku) jako komisarz do spraw rozszerzenia.